# Статут Великого княжества Литовского 1566 года

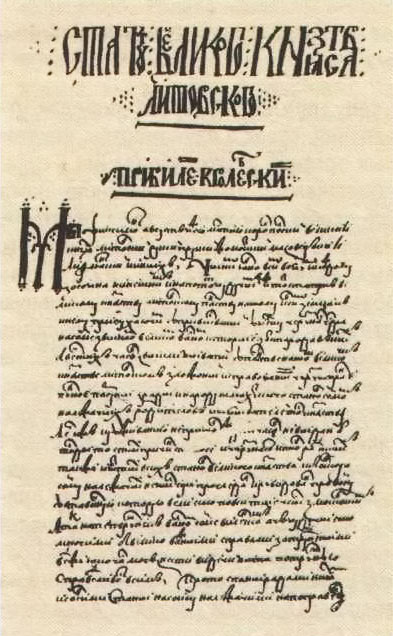
Страница Статута. 1566 год.

Статут Великого княжества Литовского 1566 года ─ вторая редакция свода законов Великого княжества Литовского, составлявшего правовую основу государства. Статут написан на западнорусском языке. Памятник белорусской письменности и юридической мысли.

## История создания Статута
В 1544 Брестский сейм обратился к великому князю с просьбой доработать Статут Великого княжества Литовского 1529 года.
В 1551 была создана Статутная комиссия, которая состояла из 5 католиков и 5 православных. Возглавил 1-ю комиссию епископ Жемайтии Ян Домановский. Споры по отдельным статьям задержали его введение в действие.
Благодаря стараниям Остафия Воловича Статут был принят и утвержден в 1566 году.
Привилеем Сигизмунда II Августа от 1 марта 1566 Статут был утвержден. Привилей был напечатан в качестве преамбулы к Статуту и в нем отмечалось, что именно этот свод законов является единственным правомочным документом, «водле которого вжо вси обыватели того панства нашого Великого Княства Литовского и вси земли ку нему належачие будуть радити и судити».

## Содержание Статута
Второй Статут или Статут 1566 года был значительно большим по объему, чем предыдущий Статут 1529, лучше по систематизации материалов и уровню кодификационной техники.
Состоял из 14 разделов, 367 статей. Первые три раздела охватывали государственное право, 4-й раздел суд и судебный процесс, 5,6 ─ семейное право, 7 ─ гражданское право, 8 ─ о завещаниях, 9 ─ о земельных спорах, 10 ─ о лесах, 11-14 уголовное право. Статут отражал общественно-политические изменения, происшедшие в Великом княжестве Литовском в 1530─1560-е годы, закрепил новое административно-территориальное деление, новую систему судов. Видна цель заменить употребление в административной и судебной деятельности обычное право «писаным». Некоторые статьи направлены против проникновения в княжество польских панов.
Статутом было установлено, что все воеводства имеют своим гербом «Погоню».

## Издания Статута
Статут написан на западнорусском языке, переводился на латинский и польский языки. Получил широкое распространение: известно 27 списков. Они имеют значительные текстовые расхождения, что дает возможность изучать развитие старобелорусского литературного языка, выявить соотношения книжных заимствований.
В 1568 году за успешную деятельность в работе над второй редакцией Статута Августину Ротундусу были пожалованы шляхетство и герб «Роля». 

В 1576 Августин Ротундус перевёл Статут с русского на латинский язык, дополнив собственным предисловием.
«Lituanos ab Italis originem ducere, sermo agrestium, multum ad sermonem Italorum, tanto locorum et temporum intervallo, accedens, verisimile facit; nam nobiliores ex consuetudine, quam cum Polonis et Russis, ob commune imperium habent, Polono et Russo sermone, nativum permutarunt».
«Литовцы есть родом из итальянцев, как можно это судить из языка народа, который многом похож на итальянский, несмотря на то, что их разделяет большое расстояние по времени и местности . Ведь бояре, живя вместе с поляками и русинами в общем государстве вместо родного языка, привыкли использовать польский или русский языки».
Впервые напечатан кириллицей в 1855 году в московском журнале «Временник Императорского Московского общества истории и древностей Российских».